# Alan Wace
Alan John Bayard Wace, född den 13 juli 1879 i Cambridge, död den 9 november 1957 i Aten, var en engelsk arkeolog.
Wace studerade i Cambridge och vid de engelska arkeologiska instituten i Aten och Rom. 
Han föreläste 1912–14 i gamla historien och arkeologi vid universitetet i S:t Andrews. Han var därefter direktör för engelska arkeologiska institutet i Aten 1914–23 och professor i klassisk arkeologi vid Cambridge 1934. 
Wace utförde grundläggande undersökningar av den förmykenska kulturen i Thessalien. I Mykene fortsatte han Heinrich Schliemanns forskningar och genom nya utgrävningar bringat klarhet i stadens historia. I samarbete med C.W. Blegen skapade han den nu använda kronologin för fastlandets bronsålder, för mykensk kultur: 
- Tidighelladisk tid, 3.000–2.000
- Mellanhelladisk tid, 2.000–1.600
- Senhelladisk tid, 1.600–1.100

Ett flertal av Waces undersökningar är publicerade i Annuals of the British School at Athens.